# Schloss Wocka

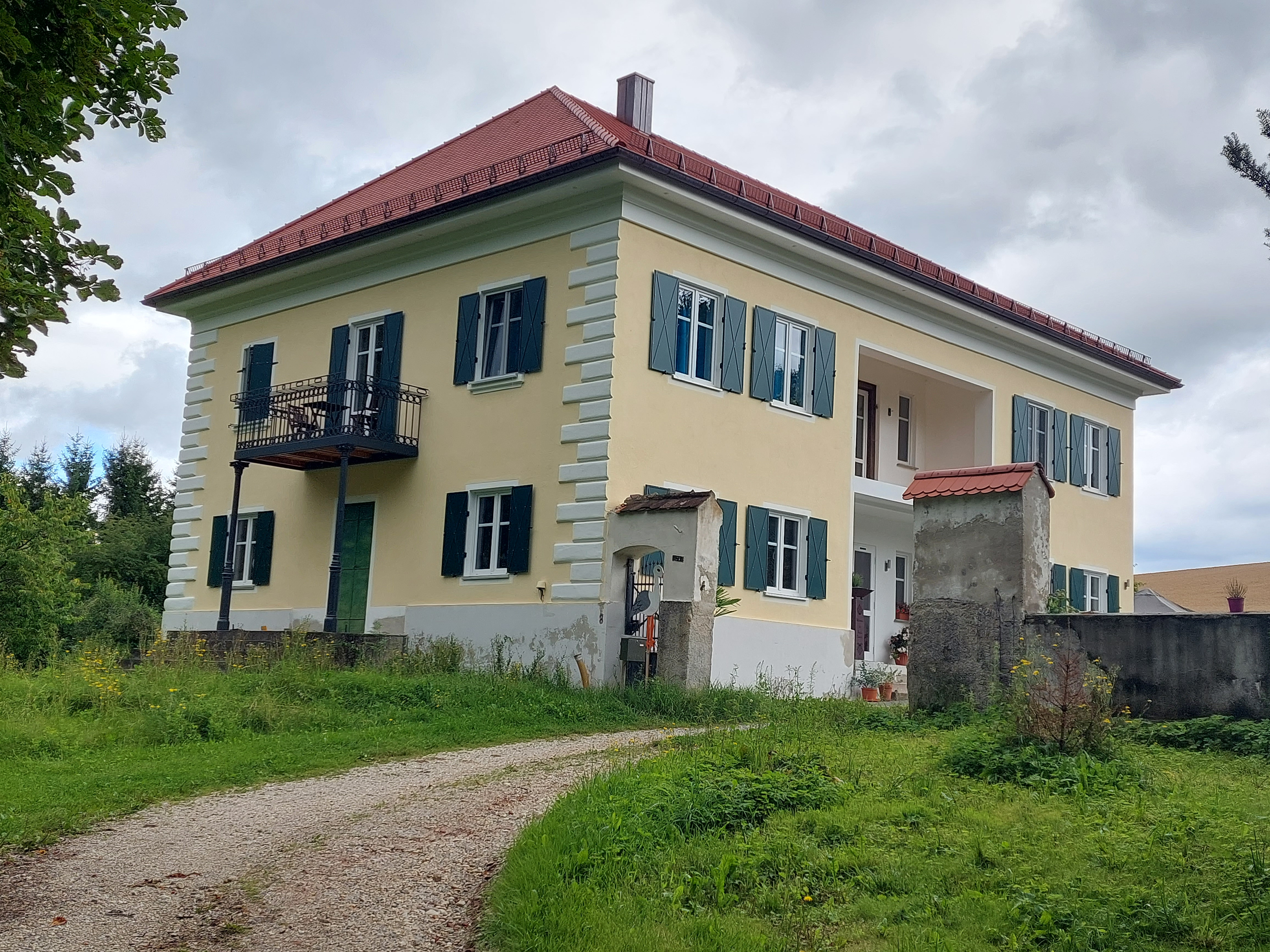
File:Schloss Wocka (2021)

Das Schloss Wocka befindet sich in dem gleichnamigen Gemeindeteil der niederbayerischen Gemeinde Niederviehbach im Landkreis Dingolfing-Landau. 

## Lage
Das Schloss liegt ca. 850 m südsüdwestlich der Pfarrkirche von Niederviehbach und unmittelbar westlich von dem Hof Wocka. Das denkmalgeschützte Gebäude ist in der Liste der Baudenkmäler in Niederviehbach unter Aktennummer D-2-79-130-53 eingetragen.
Das aus dem 18. Jahrhundert stammende Schloss ist ein schlichter L-förmiger Bau, es besitzt zwei Geschosse, ein Walmdach und einen vorspringenden Balkon aus neuerer Zeit. Auf der Schauseite sind auffallende Eckquaderungen.